# Steinheim an der Murr
Steinheim an der Murr è una città situata nel land del Baden-Württemberg. È bagnato dalle acque della Murr.